# Gitarrfiskar
Gitarrfiskar (Rhinobatos) är det artrikaste släktet i familjen hajrockor.

## Arter
- Rhinobatos albomaculatus
- Rhinobatos annandalei
- Rhinobatos annulatus
- Rhinobatos blochii
- Rhinobatos cemiculus
- Rhinobatos formosensis
- Rhinobatos glaucostigma
- Rhinobatos holcorhynchus
- Rhinobatos horkelii
- Rhinobatos hynnicephalus
- Rhinobatos irvinei
- Rhinobatos jimbaranensis
- Rhinobatos lentiginosus
- Rhinobatos leucorhynchus
- Rhinobatos leucospilus
- Rhinobatos lionotus
- Rhinobatos microphthalmus
- Rhinobatos nudidorsalis
- Rhinobatos obtusus
- Rhinobatos ocellatus
- Rhinobatos penggali
- Rhinobatos percellens
- Rhinobatos petiti
- Rhinobatos planiceps
- Rhinobatos prahli
- Rhinobatos productus
- Rhinobatos punctifer
- Rhinobatos rhinobatos
- Rhinobatos sainsburyi
- Rhinobatos salalah
- Rhinobatos schlegelii
- Rhinobatos spinosus
- Rhinobatos thouin
- Rhinobatos thouiniana
- Rhinobatos variegatus
- Rhinobatos zanzibarensis